# 绢毛蓼
绢毛蓼（学名：Polygonum molle），为蓼科蓼属下的一个变种。

## 扩展阅读
維基物種上的相關：绢毛蓼